# Agaurella
Agaurella is een geslacht van rechtvleugeligen uit de familie sabelsprinkhanen (Tettigoniidae). De wetenschappelijke naam van dit geslacht is voor het eerst geldig gepubliceerd in 1939 door Uvarov.

## Soorten
Het geslacht Agaurella  is monotypisch en omvat slechts de volgende soort:
- Agaurella mirabilis (Brunner von Wattenwyl, 1891)